# Sira Rabe
Sira Rabe, auch Louise Laurent, ist eine Schriftstellerin. Offenbar handelt es sich um ein Pseudonym, denn biographische Angaben über eine Autorin gleichen Namens sind nicht bekannt. Die Bücher von Sira Rabe sind ausschließlich im Genre Erotik angesiedelt und erscheinen fast ausnahmslos im Mossautaler UBooks-Verlag.

## Über ihre Bücher
Heldinnen sind ein wenig scheu, einem erotischen Abenteuer und einer Abwechslung in ihrem Leben jedoch nicht abgeneigt. Rabes erotische Romane führen ihre Heldinnen in die Lust und Unterwerfung des Soft-SM ein. Dabei zeigt sie jedoch auch auf, dass diese erotische Neigung in beiderseitigem Einverständnis erfolgen sollte und nicht immer unproblematisch ist.
Im Roman „Gefangen“ leidet Delia unter Geldnot und lässt sich deshalb auf ein spezielles Abenteuer ein. Sie wird von ihrem Dom zur Liebessklavin erzogen, doch er muss bald erkennen, dass er zu viel von ihr erwartet.
In „Viola“ (Das Tagebuch …) ändert sich das Liebesleben des Ehepaares Daphne und Jesper nach einigen Jahren. Jesper vermutet hinter Daphnes verändertem Verhalten einen Liebhaber und sucht heimlich in ihrem Tagebuch nach einem Hinweis darauf. Doch er findet stattdessen eine Liebeserklärung an ihn selbst. Dazu sagt Literatopia: „Keine Handlung, keine Raffinesse“. Und Necroweb sagt dazu: „Durch das Thema der Unfähigkeit, mit dem Partner über sexuelle Wünsche und Bedürfnisse nicht oder nur gehemmt kommunizieren zu können, greift Sira Rabe wohl nicht nur eine Problematik der älteren Generationen auf. Die ausgewählte stilistische Form der Tagebucheinträge bringt diese Misere gut zum Ausdruck und der Verlauf der Handlung könnte all jenen Mut machen, sexuelle Neigungen und Gelüste als selbstverständlich anzusehen und diese auch auszuleben, besonders aber, mit seinem Partner darüber zu reden.“
Bei „Gezähmt“ handelt es sich um eine Sammlung von Kurzgeschichten. Dazu sagt Rezianer: „Einfühlsam erschafft Sira Rabe kurze Geschichten der dunklen Lust, in denen sich die Paare auf verschiedene Arten kennenlernen und beginnen, ihre Fantasien auszuleben. An "Gezähmt" kann sich auch ein Neuling wagen, der sonst wenig mit der Materie zu tun hat, jedoch sollte ein erfahrener Leser ebenfalls auf seine Kosten kommen.“
„Dienerin zweier Herren“ handelt von einer Dreierbeziehung zwischen Juwelierin Juliane und Zwillingsbrüdern, deren sexuelle Wünsche sich ziemlich unterscheiden und Julianes Belastbarkeit auf eine harte Probe stellen. Dazu sagt Necroweb: „nicht nur der erdachte inhaltliche Kontext bietet einiges an Brisanz, auch ihr Schreibstil lädt zum Lesen ihrer Romane ein.“
„Tango der Lust“ besteht aus sieben Kurzgeschichten. Dazu sagt Necroweb: „Anders als in 08/15 Pornos wirkt die Sexualität in “Tango der Lust” mehr erotisch denn billig. Dass es dabei recht abwechslungsreich zugeht, ist nicht nur wünschenswert, sondern wird von der Autorin auch beherzigt.“

## Werk

### Romane
- Gefangen (2008), Ubooks/U-Line Verlag, ISBN 978-3-86608-097-3
- Viola – Das Tagebuch der Sklavin (2009), Ubooks/U-Line Verlag, ISBN 978-3-86608-111-6
- Dienerin zweier Herren (2011), Ubooks/U-Line Verlag, ISBN 978-3-86608-151-2

#### AlsLouise Laurent
- Sklavin des Wolfes (2009), Sieben-Verlag, ISBN 978-3-940235-72-5

### Anthologien
- Gezähmt (2010), Ubooks/U-Line Verlag, ISBN 978-3-86608-148-2, Kurzgeschichten
- Tango der Lust (2011), Ubooks/U-Line Verlag, ISBN 978-3-939239-01-7, Erotische Kurzgeschichten; Neuauflage Elysion-Books Verlag 2016
- Ich will es hart (2013), Ullstein Buchverlag, ISBN 978-3-548-28538-2, Lizenzausgabe ausgewählter Kurzgeschichten

### Anthologien mit anderen Autorinnen
- Shades of Blue and darker (2012), Ubooks/U-Line Verlag, E-Book, Kurzgeschichten von Sira Rabe, Catherine Spanks und Eva Stern
- Nuancen der Lust (2013), Elysion-Books Verlag, ISBN 978-3-942602-44-0, Kurzgeschichten von Sira Rabe, Lilly Grünberg, Emilia Jones, Antje Ippensen und Jasmin Eden
- Alles Liebe … zum Fest der Hiebe: erotische Weihnachtsgeschichten (2014), Elysion-Books Verlag, ISBN 978-3-942602-57-0, Kurzgeschichten von Sira Rabe, Lilly Grünberg u. a.
- Heiße Tage – heiße Nächte (2016), Elysion-Books Verlag, ISBN 978-3-96000-024-2; Kurzgeschichten von Sira Rabe, Lilly Grünberg u. a.